# Football Manager 2020
Football Manager 2020 is het zeventiende spel in de voetbalmanagementserie Football Manager. Het spel is ontwikkeld door Sports Interactive en wordt uitgegeven door Sega. Op 31 oktober 2019 kwam het spel uit voor Linux, macOS en Windows.
Er verschenen ook aangepaste versies onder de titel Football Manager Touch 2020 voor Android, Google Stadia, iOS, macOS, Nintendo Switch en Windows, en de titel Football Manager Mobile 2020 voor Android en iOS.
In de standaard database game zijn er 54 beschikbare landen met 118 competities. Hiervan zijn er 26 competities in 21 landen volledig gelicenseerd. De speler kan met elke club naar wens starten of werkloos beginnen.
Football Manager 2020 is de opvolger van Football Manager 2019. Het vervolg is Football Manager 2021.

## Nieuwe features
Nieuw in deze editie zijn een verbeterd jeugdontwikkelingcentrum, clubvisie, verbeterde graphics en nieuwe stafleden. Ook is een gedragscode voor de spelers nieuw. De speler kan deze zelf instellen.